# Balázs Berke
Balázs Berke (Nagykanizsa, 20 februari 1984) is een Hongaars voetbalscheidsrechter. Hij is in dienst van FIFA en UEFA sinds 2018. Ook leidt hij sinds 2011 wedstrijden in de Nemzeti Bajnokság.
Op 30 juli 2011 leidde Berke zijn eerste wedstrijd in de Hongaarse nationale competitie. Tijdens het duel tussen BFC Siófok en Újpest (2–0 voor de thuisclub) trok de leidsman tweemaal de gele kaart. In Europees verband debuteerde hij op 18 juli 2019 tijdens een wedstrijd tussen UE Engordany en Dinamo Tbilisi in de eerste voorronde van de UEFA Europa League; het eindigde in 0–1 en Berke trok tweemaal een gele kaart. Zijn eerste interland floot hij op 30 maart 2021, toen Qatar met 1–1 gelijkspeelde tegen Ierland door een treffer van Mohammed Muntari en een tegengoal van James McClean. Tijdens deze wedstrijd toonde Berke aan de Ieren Gavin Bazunu en Jason Knight een gele kaart.

## Interlands
| Datum            | Plaats                    | Wedstrijd             | Uitslag | Competitie             | Kreeg geel | Kreeg voor de tweede keer geel en dus rood | Weggestuurd |
| ---------------- | ------------------------- | --------------------- | ------- | ---------------------- | ---------- | ------------------------------------------ | ----------- |
| 30 maart 2021    | Debrecen, Hongarije       | Qatar – Ierland       | 1 – 1   | Vriendschappelijk      | 2          | 0                                          | 0           |
| 8 juni 2021      | Poznań, Polen             | Polen – IJsland       | 2 – 2   | Vriendschappelijk      | 2          | 0                                          | 0           |
| 16 juni 2023     | Andorra la Vella, Andorra | Andorra – Zwitserland | 1 – 2   | EK 2024 kwalificatie   | 0          | 0                                          | 0           |
| 8 september 2023 | Larnaca, Cyprus           | Cyprus – Schotland    | 0 – 3   | EK 2024 kwalificatie   | 3          | 0                                          | 0           |
| 10 juni 2024     | Warschau, Polen           | Polen – Turkije       | 2 – 1   | Vriendschappelijk      | 4          | 0                                          | 0           |
| 5 september 2024 | Bakoe, Azerbeidzjan       | Azerbeidzjan – Zweden | 1 – 3   | Nations League 2024/25 | 4          | 0                                          | 0           |

Laatst bijgewerkt op 18 september 2024.